# Prasinocyma philocala
Prasinocyma philocala är en fjärilsart som beskrevs av Louis Beethoven Prout 1924. Prasinocyma philocala ingår i släktet Prasinocyma och familjen mätare. Inga underarter finns listade i Catalogue of Life.